# Conn Smythe Trophy

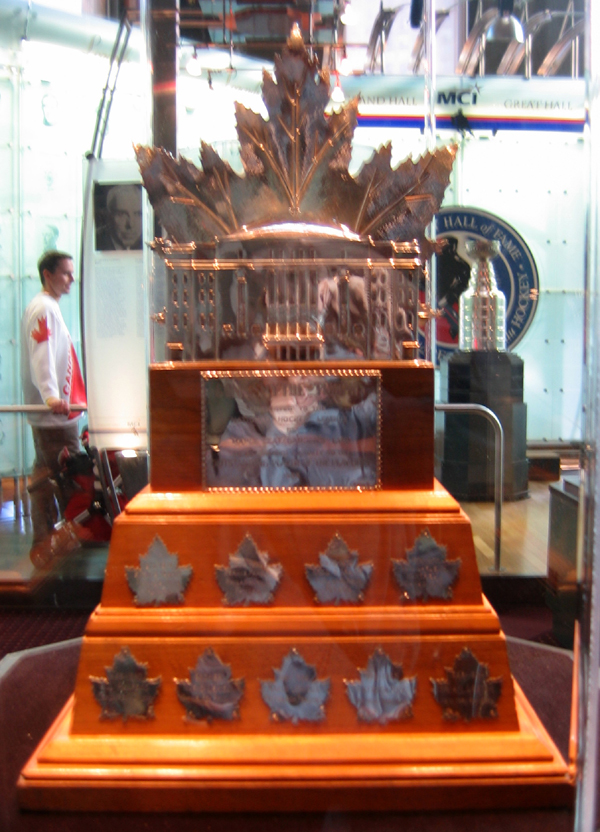
De Conn Smythe Trophy tentoongesteld in Toronto

De Conn Smythe Trophy wordt ieder jaar uitgereikt aan de meest waardevolle speler tijdens de National Hockey League Stanley Cup play-offs. De winnaar wordt gekozen door de Professional Hockey Writers' Association en wordt voorafgaand aan de Stanley Cup uitgereikt. Dit in tegenstelling tot de meeste andere prijzen, waar de winnaar een week na de Stanley Cupfinale wordt bekendgemaakt.
De prijs is vernoemd naar Conn Smythe, een van de oprichters van de New York Rangers en Toronto Maple Leafs. De prijs wordt sinds 1965 uitgereikt en Patrick Roy heeft de beker drie keer gewonnen, vaker dan Mario Lemieux, Bobby Orr, Bernie Parent, Sidney Crosby en Wayne Gretzky, zij wonnen de Conn Smythe Trophy slechts twee keer. Opvallend is dat op vijf winnaars na, alle winnaars uit Canada komen. De enige niet-Canadezen zijn Brian Leetch (VS), Nicklas Lidström (Zweden), Henrik Zetterberg (Zweden), Jevgeni Malkin (Rusland) en Tim Thomas (VS).

## Winnaars
| Seizoen | Winnaar                      | Leeftijd | Team                       | Points | Positie | Aantal gewonnen keren |
| ------- | ---------------------------- | -------- | -------------------------- | ------ | ------- | --------------------- |
| 2018    | Aleksandr Ovetsjkin          | 32       | Washington Capitals        | 27     | C       | 1                     |
| 2017    | Sidney Crosby                | 29       | Pittsburgh Penguins        | 27     | C       | 2                     |
| 2016    | Sidney Crosby                | 28       | Pittsburgh Penguins        | 19     | C       | 1                     |
| 2015    | Duncan Keith                 | 31       | Chicago Blackhawks         | 21     | D       | 1                     |
| 2014    | Justin Williams              | 32       | Los Angeles Kings          | 25     | RW      | 1                     |
| 2013    | Patrick Kane                 | 24       | Chicago Blackhawks         | 19     | RW      | 1                     |
| 2012    | Jonathan Quick               | 26       | Los Angeles Kings          | 0      | G       | 1                     |
| 2011    | Tim Thomas                   | 36       | Boston Bruins              | 0      | G       | 1                     |
| 2010    | Jonathan Toews               | 21       | Chicago Blackhawks         | 29     | C       | 1                     |
| 2009    | Jevgeni Malkin               | 22       | Pittsburgh Penguins        | 36     | C       | 1                     |
| 2008    | Henrik Zetterberg            | 27       | Detroit Red Wings          | 27     | C       | 1                     |
| 2007    | Scott Niedermayer            | 33       | Anaheim Ducks              | 11     | D       | 1                     |
| 2006    | Cam Ward                     | 21       | Carolina Hurricanes        | 1      | G       | 1                     |
| 2005    | Geen winnaar door de staking |          |                            |        |         |                       |
| 2004    | Brad Richards                | 23       | Tampa Bay Lightning        | 26     | C       | 1                     |
| 2003    | Jean-Sébastien Giguère       | 25       | Mighty Ducks of Anaheim ++ | 1      | G       | 1                     |
| 2002    | Nicklas Lidström             | 31       | Detroit Red Wings          | 16     | D       | 1                     |
| 2001    | Patrick Roy                  | 35       | Colorado Avalanche         | 1      | G       | 3                     |
| 2000    | Scott Stevens                | 35       | New Jersey Devils          | 11     | D       | 1                     |
| 1999    | Joe Nieuwendyk               | 32       | Dallas Stars               | 21     | C       | 1                     |
| 1998    | Steve Yzerman                | 32       | Detroit Red Wings          | 24     | C       | 1                     |
| 1997    | Mike Vernon                  | 33       | Detroit Red Wings          | 1      | G       | 1                     |
| 1996    | Joe Sakic                    | 26       | Colorado Avalanche         | 34     | C       | 1                     |
| 1995    | Claude Lemieux               | 29       | New Jersey Devils          | 16     | LW      | 1                     |
| 1994    | Brian Leetch                 | 25       | New York Rangers           | 34     | D       | 1                     |
| 1993    | Patrick Roy                  | 27       | Montreal Canadiens         | 1      | G       | 2                     |
| 1992    | Mario Lemieux                | 26       | Pittsburgh Penguins        | 34     | C       | 2                     |
| 1991    | Mario Lemieux                | 25       | Pittsburgh Penguins        | 44     | C       | 1                     |
| 1990    | Bill Ranford                 | 23       | Edmonton Oilers            | 2      | G       | 1                     |
| 1989    | Al MacInnis                  | 25       | Calgary Flames             | 31     | D       | 1                     |
| 1988    | Wayne Gretzky                | 27       | Edmonton Oilers            | 43     | C       | 2                     |
| 1987    | Ron Hextall                  | 22       | Philadelphia Flyers ++     | 1      | G       | 1                     |
| 1986    | Patrick Roy                  | 20       | Montreal Canadiens         | 0      | G       | 1                     |
| 1985    | Wayne Gretzky                | 24       | Edmonton Oilers            | 47     | C       | 1                     |
| 1984    | Mark Messier                 | 23       | Edmonton Oilers            | 26     | LW      | 1                     |
| 1983    | Billy Smith                  | 32       | New York Islanders         | 1      | G       | 1                     |
| 1982    | Mike Bossy                   | 25       | New York Islanders         | 27     | RW      | 1                     |
| 1981    | Butch Goring                 | 31       | New York Islanders         | 20     | C       | 1                     |
| 1980    | Bryan Trottier               | 23       | New York Islanders         | 29     | C       | 1                     |
| 1979    | Bob Gainey                   | 25       | Montreal Canadiens         | 16     | LW      | 1                     |
| 1978    | Larry Robinson               | 26       | Montreal Canadiens         | 21     | D       | 1                     |
| 1977    | Guy Lafleur                  | 25       | Montreal Canadiens         | 26     | RW      | 1                     |
| 1976    | Reggie Leach                 | 25       | Philadelphia Flyers ++     | 24     | RW      | 1                     |
| 1975    | Bernie Parent                | 29       | Philadelphia Flyers        | 0      | G       | 2                     |
| 1974    | Bernie Parent                | 28       | Philadelphia Flyers        | 0      | G       | 1                     |
| 1973    | Yvan Cournoyer               | 29       | Montreal Canadiens         | 25     | RW      | 1                     |
| 1972    | Bobby Orr                    | 23       | Boston Bruins              | 24     | D       | 2                     |
| 1971    | Ken Dryden                   | 23       | Montreal Canadiens         | G      | 1       | 1                     |
| 1970    | Bobby Orr                    | 21       | Boston Bruins              | 20     | D       | 1                     |
| 1969    | Serge Savard                 | 23       | Montreal Canadiens         | 10     | D       | 1                     |
| 1968    | Glenn Hall                   | 36       | St. Louis Blues ++         | G      | 0       | 1                     |
| 1967    | Dave Keon                    | 26       | Toronto Maple Leafs        | 8      | C       | 1                     |
| 1966    | Roger Crozier                | 23       | Detroit Red Wings ++       | G      | 0       | 1                     |
| 1965    | Jean Béliveau                | 33       | Montreal Canadiens         | 16     | C       | 1                     |

De spelers met ++ achter hun naam, speelden voor de verliezend finalist.
Eastern Conference
Western Conference
Stanley Cup · Clarence S. Campbell Bowl · Prince of Wales Trophy · Presidents' Trophy · Hart Memorial Trophy · Lester B. Pearson Award · Conn Smythe Trophy · Art Ross Memorial Trophy · Maurice Richard Trophy · Calder Memorial Trophy · James Norris Memorial Trophy · Frank J. Selke Trophy · NHL plus/minus Award · Bill Masterton Memorial Trophy · Lady Byng Memorial Trophy · King Clancy Memorial Trophy · Mark Messier Leadership Award · Vezina Trophy · Roger Crozier Saving Grace Award · William M. Jennings Trophy · Jack Adams Award · Lester Patrick Trophy